# フェルミン・カチョ
フェルミン・カチョ（Fermín Cacho Ruiz, 1969年2月16日 - ）は、スペインの陸上競技選手。1990年代に活躍した中距離選手で、1992年バルセロナオリンピックで金メダル、1996年アトランタオリンピックで銀メダルを獲得した選手である。カスティーリャ・イ・レオン州ソリア県アグレダ出身。
1996年のアトランタ大会の1500mは、アルジェリアのヌールディン・モルセリ、モロッコのヒシャム・エルゲルージとの間で争われると見られたが、エルゲルージの転倒というアクシデントもあり、銀メダルを獲得している。

## 自己ベスト
- 800m - 1分45秒37 （1991年9月8日、アルバセーテ（スペイン））
- 1500m - 3分28秒95 （1997年8月13日、チューリヒ（スイス））

## 実績
| 年度 | 大会                     | 種目  | 場所                         | 結果 |
| ---- | ------------------------ | ----- | ---------------------------- | ---- |
| 1990 | ヨーロッパ室内陸上選手権 | 1500m | グラスゴー（イギリス）       | 銀   |
| 1991 | 世界室内陸上選手権       | 1500m | セビリア（スペイン）         | 銀   |
| 1992 | オリンピック             | 1500m | バルセロナ（スペイン）       | 金   |
| 1993 | 世界陸上選手権           | 1500m | シュトゥットガルト（ドイツ） | 銀   |
| 1994 | ヨーロッパ陸上選手権     | 1500m | ヘルシンキ（フィンランド）   | 金   |
| 1995 | 世界陸上選手権           | 1500m | イェーテボリ（スウェーデン） | 8位  |
| 1996 | オリンピック             | 1500m | アトランタ（アメリカ合衆国） | 銀   |
| 1997 | 世界陸上選手権           | 1500m | アテネ（ギリシャ）           | 銀   |
| 1998 | ヨーロッパ陸上選手権     | 1500m | ブダペスト（ハンガリー）     | 銅   |
| 1999 | 世界陸上選手権           | 1500m | セビリア（スペイン）         | 4位  |